# Jamie Roberts
Jamie Roberts (nacido el 8 de noviembre de 1986) es un exjugador de rugby internacional galés. También representó a los British and Irish lions. La posición preferida de Roberts es la de centro.

## Carrera internacional
Roberts representó a Gales en todos los niveles por debajo de 16 años y debajo de 19 y de nuevo para menores de 21. Formó parte del equipo de menores de 21 que ganó el Grand Slam Seis Naciones de 2005. 
Fue incluido en la selección de rugby de Gales para el Torneo de las Seis Naciones 2008. Debutó con la selección contra Escocia. Esperando como ala, Roberts impresionó con su dura carrera cuando Gales ganó 30–15.
Roberts fue incluido en la selección para los test de la gira de verano en Sudáfrica. Debido a una lesión de Lee Byrne, Roberts comenzó el partido como zaguero. Después de su partido contra Sudáfrica, el entrenador de los Blues Dai Young dio a  Roberts la oportunidad en la posición y fue incluido en el equipo galés para los internacionales de otoño de 2008.
Roberts fue seleccionado por Gales para el Seis Naciones de 2009. El 21 de abril de 2009, Roberts fue seleccionado como un miembro del British and Irish Lions para la gira de 2009 por Sudáfrica. Fue uno de los seis jugadores seleccionados de los Blues.
En los Internacionales de Otoño de 2009 para el primer partido Nueva Zelanda, a pesar de la especulación de que estaría jugando como 13, afuera de James Hook, se le mantuvo como 12 junto a Tom Shanklin en el centro con Hook apartado como zaguero. Gales terminó perdiendo 19–12 en un emocionante encuentro.
Para el Torneo de las Seis Naciones 2010 hubo una gran competencia entre los jugadores galeses para ocupar plaza de centro, con Roberts, James Hook, Andrew Bishop y Jonathan Davies todos parecían capaces de hacer un buen trabajo. Roberts y Hook fueron seleccionados como centros con Roberts regresando a su posición natural de 12, habiendo jugado dos partidos en su posición menos favorecedora de 13 en el otoño. Roberts y Hook combinaron bien, y Hook logró un soberbio ensayo individual pero no consiguieron tener la pelota suficiente tiempo y Gales perdió 30–17, a pesar de una fuerte lucha. Fueron emparejados para el partido contra Escocia. 
Roberts fue seleccionado para la selección galesa para ir de gira por Nueva Zelanda el 5 de junio. A la vuelta de la gira por Nueva Zelanda, Roberts necesitó cirugía en la muñeca. Fue una lesión que padeció en la gira de los Lions de 2009 en el segundo test y que había sido un problema constante. Roberts regresó con los Blues y posteriormente fue llamado para el Seis Naciones. Fue nombrado núm. 13 con Jonathan Davies de número 12 para el primer partido contra Inglaterra.
Roberts fue elegido entre el grupo de los 45 hombres preliminares para la Copa Mundial de Rugby que acudió al entrenamiento en Spala, Polonia. Jamie fue entonces elegido en el equipo galés que jugó el partido de entrenamiento contra Inglaterra en Twickenham, junto con Jonathan Davies en el centro para jugar su 30.º partido. Jugó otros partidos de preparación y fue seleccionado entre los que acudieron al Mundial de Nueva Zelanda.
Roberts jugó el partido inaugural contra Sudáfrica que perdió 17-16. También en el partido contra Samoa que Gales ganó 17-10. Roberts no fue seleccionado para el partido con Namibia. Pero él regresó para el partido contra Fiyi, donde logró dos ensayos, en una victoria 66-0 contra el equipo del Pacífico. Gales se enfrentaría entonces a Irlanda en el primer cuarto de final con Roberts frente a un viejo compañero de los Lions Brian O'Driscoll. Gales ganó 22-10 para pasar a semifinales por primera vez desde 1987, partido que Gales perdió, pero Roberts tuvo un soberbio juego. Gales acabó el torneo con una pérdida 18-21 en el play-off por el tercer lugar contra Australia. Robertsfue considerado como uno de los mejores jugadores de Gales.
Roberts fue seleccionado para el equipo de Gales para el Torneo de las Seis Naciones 2012, jugando en los cinco partidos en que Gales logró su tercer Grand Slam en ocho años. Roberts jugó como centro interior, aparte de perderse la mayor parte de la segunda mitad del partido contra Inglaterra, jugó cada minuto de la campaña galesa. Roberts logró un ensayo en la derrota de Italia 24-3.
También ha jugado en el Torneo de las Seis Naciones 2013, ganado por Gales. Ha sido seleccionado para la Copa del Mundo de Rugby de 2015.

## Vida personal
Estudió el máster en Ciencias Médicas en la Universidad de Cambridge.